# Sólo confía
Vai na Fé (título en español: Sólo confía) es una telenovela brasileña creada y escrita por Rosane Svartman, con dirección de Paulo Silvestrini y Cristiano Marques. Se estrenó a través de TV Globo el 16 de enero de 2023 y finalizó el 11 de agosto del mismo año.
Está protagonizada por Sheron Menezzes, Carolina Dieckmann, Emilio Dantas, Samuel de Assis y José Loreto.

## Trama
En su juventud, Sol (Sheron Menezzes) renunció a su sueño de ser cantante de funk para convertirse en evangélica y casarse con Carlão (Che Moais). Sin embargo, 20 años después, Sol recibe una invitación para ser corista del cantante en decadencia Lui Lorenzo (José Loreto), tras ser descubierta cantando mientras vendía almuerzos en el centro de Río de Janeiro. Con dos hijas que criar y un marido sin trabajo, Sol acepta, pero la decisión pone su vida patas arriba: gana cada vez más fama y es juzgada en la iglesia por su comportamiento "mundano", además de tener que lidiar con el enamoramiento de Lui y reencontrarse con Ben (Samuel de Assis), su amor de juventud que nunca la olvidó. Este reencuentro pone en peligro el matrimonio de Ben con Lumiar (Carolina Dieckmann), una abogada dura y controladora, y hermanastra de Lui.

## Reparto

### Principales
- Sheron Menezzes como Solange «Sol» Carvalho Gonzaga
  - Jê Soares interpretó a Sol de joven
- Carolina Dieckmann como Lumiar Lorenzo Garcia
  - Hanna Romanazzi interpretó a Lumiar de joven
- Emilio Dantas como Theo Bragança
  - Matheus Polis interpretó a Theo de joven
- Samuel de Assis como Benjamin «Ben» Garcia
  - Isacque Lopes interpretó a Ben de joven
- José Loreto como Lui Lorenzo Campos
  - Pedro Burgarelli interpretó a Lui de niño
- Regiane Alves como Clara Bragança
- Bella Campos como Jenifer Daiane Carvalho Gonzaga
- Elisa Lucinda como Marlene Gonzaga
  - Rhavine Chrispim interpretó a Marlene de joven
- Carla Cristina Cardoso como Bruna Ferreira
  - Dhara Lopes interpretó a Bruna de joven
- Luis Lobianco como Vitinho
  - Anderson Oli interpretó a Vitinho de joven
- Marcos Veras como Simas
  - Marcus Maria interpretó a Simas de joven
- Letícia Salles como Érica Ventania
- Che Moais como Carlos «Carlão» Eduardo Carvalho
  - Mateus Honori interpretó a Carlão de joven
- Cláudia Ohana como Dora Lorenzo
- Zé Carlos Machado como Fábio Lorenzo
- Jonathan Haagensen como Orfeu Maranhão
  - Nicollas Paixão interpretó a Orfeu de joven
- Mel Maia como Guilhermina «Guiga» de Alcântara Azevedo
- Henrique Barreira como Frederico «Fred»
- Jean Paulo Campos como Yuri dos Santos
- Gabriel Contente como Otávio «Tatá» Villar
- Caio Manhante como Rafael «Rafa» Bragança
- Flora Camolese como Bia Vieira
- Clara Serrão como Bela
- MC Cabelinho como Hugo Maranhão
- Orlando Caldeira como Antony Verão
- Priscila Steinman como Helena
- Azzy como Ivy Furacão
- Tati Villela como Naira
- Lucas Oradovschi como Jairo
- Neyde Braga como Neide Coutinho
- Waldo Piano como Joel Coutinho
- Alan Oliveira como DJ Cidão
- Adriano Canindé como Pastor Miguel
- Clara Moneke como Kate Cristina Ferreira
- Manu Estevão como Maria Eduarda «Duda» Carvalho da Silva
- Nego Ney como Gil
- Felipe Rodrigues como Bryan Lucas Coutinho
- Nathália Costa como Meire
- Renata Sorrah como Wilma Campos

### Recurrentes
- Theo Parizzi como Vicente
- Laiza Santos como Alicia
- Bruno Padilha como Emílio de Alcântara Azevedo
- Zé Wendell como Charles Pierre
- Cris Werson como Sabrina Vieira
- Giuliano Laffayete como Fabricio
- Duda Moreira como Niltão
- Miguel Emidio como Erick
- Pedro Camargo como Kaduzinho

### Invitados
- Deborah Secco como Alexia Máximo
- Diego Montez como Willian Carneiro
- Sofia Starling como Gisela
- Jade Cardoso como Letícia
- Laiza Santos como Alice
- Zé Wendell como Charles Pierre
- Renata Miryanova como Sheila
- Ubiraci Miranda como Jefferson

## Producción
En octubre de 2021, la sinopsis de Rosane Svartman fue aprobada por TV Globo, con el título provisional de Tente Outra Vez (Inténtalo de nuevo). El estreno de la telenovela estaba previsto para noviembre de 2022. Sin embargo, para que no se viera interrumpida por la cobertura de la Copa Mundial de la FIFA 2022, el estreno se pospuso para enero de 2023. El rodaje de la telenovela comenzó en octubre de 2022, en Nova Friburgo, Lumiar y São Pedro da Serra. El 13 de diciembre de 2022, se lanzó el primer teaser de la telenovela.

## Audiencias
| Temporada | Episodios | Primera emisión     | Primera emisión              | Última emisión       | Última emisión               | Prom. de espectadores (Puntos de rating) |
| Temporada | Episodios | Fecha               | Audiencia (Puntos de rating) | Fecha                | Audiencia (Puntos de rating) | Prom. de espectadores (Puntos de rating) |
| --------- | --------- | ------------------- | ---------------------------- | -------------------- | ---------------------------- | ---------------------------------------- |
| 1         | 179       | 16 de enero de 2023 | 22.4                         | 11 de agosto de 2023 | —                            | —                                        |